# تقنية الحشرة العقيمة

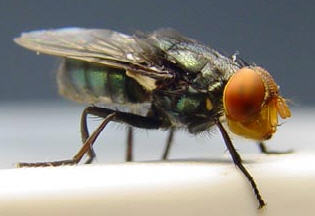
كانت ذبابة الدودة الحلزونية(المتحلزة) أول آفة يتم القضاء عليها بنجاح من منطقة ما من خلال تقنية الحشرات القيمة، وذلك باستخدام نهج متكامل على مستوى المنطقة.

تقنية الحشرة العقيمة هي طريقة مثيرة للجدل للغاية لمكافحة الحشرات بيولوجيًا، حيث يتم إطلاق أعداد هائلة من الحشرات العقيمة في البرية. ويفضل أن تكون الحشرات التي يتم إطلاقها ذكوراً، لأن هذا أكثر فعالية من حيث التكلفة وقد تتسبب الإناث في بعض المواقف في حدوث أضرار من خلال وضع البيض في المحصول، أو في حالة البعوض، أخذ الدم من البشر. تتنافس الذكور العقيمة مع الذكور الخصبة للتزاوج مع الإناث. الإناث التي تتزاوج مع ذكر عقيم لا تنتج ذرية، وبالتالي تقلل من تعداد الجيل التالي. الحشرات العقيمة ليست قادرة على التكاثر ذاتيًا، وبالتالي لا يمكن أن تستقر في البيئة. يمكن أن يؤدي إطلاق الذكور العقيمة بشكل متكرر في كثافات سكانية منخفضة إلى تقليل أعداد الآفات وفي حالات العزلة القضاء عليها، على الرغم من أن المكافحة الفعالة من حيث التكلفة مع وجود أعداد مستهدفة كثيفة تخضع لقمع السكان قبل إطلاق الذكور العقيمة.
تم استخدام هذه التقنية بنجاح للقضاء على المتحلزة (Cochliomyia hominivorax تحديداً) من أمريكا الشمالية والوسطى. لقد تم تحقيق العديد من النجاحات في مجال مكافحة آفات ذبابة الفاكهة، وخاصة ذبابة فاكهة البحر المتوسطوذبابة الفاكهة المكسيكية (Anastrepha ludens). ويجري حاليًا إجراء أبحاث نشطة لتحديد فعالية هذه التقنية في مكافحة ذبابة فاكهة كوينزلاند (Bactrocera tryoni).
يتم التعقيم من خلال تأثيرات إشعاع الفوتون بالأشعة السينية على الخلايا التناسلية للحشرات. لا تتضمن تقنية الحشرة العقيمة إطلاق الحشرات المعدلة من خلال عمليات الهندسة الوراثية. علاوة على ذلك، لا تقوم تقنية الحشرة العقيمة بإدخال أنواع غير أصلية إلى النظام البيئي.

## تقنيات مشابهة في النباتات
تم تطبيق تقنية مشابهة لهذه التقنية مؤخرًا على الأعشاب الضارة باستخدام حبوب اللقاح المشعة، مما أدى إلى ظهور بذور مشوهة لا تنبت.